# Фондация за мир в ядрената ера
Фондацията за мир в ядрената ера (на английски: Nuclear Age Peace Foundation) (NAPF) е нестопанска, безпартийна международна организация за образование и застъпничество. Основана през 1982 г., NAPF се състои от хора и организации от цял свят. Тя има консултативен статут към Икономическия и социален съвет на ООН и е призната от ООН като организация за посланици на мира.
Главната цел на NAPF е да „образова, защитава и вдъхновява действия за справедлив и мирен свят, свободен от ядрени оръжия“. Неговата визия е „свят, в който ядрените оръжия са премахнати; свят, в който всичко мое процъфтява“.
NAPF участва в програми за застъпничество и образование. Неговите образователни проекти включват електронния бюлетин Sunflower, който предоставя месечна информация и анализ на въпроси, свързани с ядрената и международната сигурност, и неговите ядрени досиета, които описват историята на ядрените оръжия. NAPF работи с избрани служители и лица, вземащи решения по целия свят, за да се застъпва за премахване на ядрените оръжия.

## „Ядрена нула“
През 2014 г. Фондацията за мир в ядрената ера се консултира с Маршаловите острови, когато завежда дела срещу деветте ядрени държави (САЩ, Обединеното кралство, Франция, Русия, Китай, Израел, Индия, Пакистан, Северна Корея) в Международния съд на правосъдието и Федералния окръжен съд на САЩ. Съдебните дела правят централното твърдение, че тези нации не са изпълнили задълженията си по международното право да продължат преговори, насочени към пълното премахване на техните ядрени оръжия.
Пет от ядрените държави са страни по Договора за неразпространение на ядрените оръжия (ДНЯО). Член VI от ДНЯО изисква от страните „да водят преговори добросъвестно“, насочени към „пълно разоръжаване“. Съдебните дела твърдят, че четири държави, макар и да не са обвързани с ДНЯО, са задължени от обичайното международно право да преследват ядрено разоръжаване.
Представяйки доказателства, че всичките девет държави с ядрено оръжие продължават да обновяват и подобряват своите ядрени арсенали, като същевременно не успяват да приемат сериозно преговорите за разоръжаване, съдебните дела твърдят, че всяка държава с ядрено оръжие нарушава международните си задължения. Делото, заведено във Федералния окръжен съд на САЩ, е особено историческо, тъй като това е първият път, когато САЩ са обвинени в национален съд за нарушаване на международен договор за разоръжаване. Правителството на САЩ е подало официално „известие за явяване“ и е посочило правен екип, който да го защитава в съда.

## Консултативен съвет на фондацията
Членовете на Консултативния съвет на NAPF помагат за разпространението на посланието на организацията по целия свят. Членовете на Консултативния съвет включват:
- Хафсат Абиола
- Тадатоши Акиба
- Равин Леонард Беерман
- Хари Белафонте
- Блейз Бонпейн
- Хелън Калдикот
- Ноам Чомски
- Жан-Мишел Кусто
- Тони де Брум
- Майкъл Дъглас
- Риан Айслер
- Джейн Гудол
- 14-ият Далай Лама, Тензин Гяцо
- Кралица Нур от Йордания
- Тед Търнър
- Архиепископ Дезмънд Туту